# Bernhard Wuttke
Bernhard Wuttke (* 29. Juni 1902 in Merseburg; † 24. September 1944 in Goch) war ein deutscher Beamter und Landrat.

## Leben
Wuttke war ab 1925 Regierungsreferendar und von 1928 bis 1930 als Regierungsassessor im Landratsamt Bersenbrück tätig und von 1930 bis 1932 bei der Regierung in Gumbinnen beschäftigt. Wuttke trat am 27. März 1933 der NSDAP bei. Von 1933 bis 1939 fungierte er als Landrat im Kreis Marienwerder in der Provinz Ostpreußen und von 1939 bis 1944 im Landkreis Jägerndorf im vom Deutschen Reich okkupierten Sudetenland. 1935 wurde gegen Wuttke wegen seines gegen die offizielle Parteilinie der NSDAP gerichteten Handelns ein Parteiausschlussverfahren vor dem Kreisgericht Marienwerder angestrengt.